# Ceratizit
Die Ceratizit Group ist eine Aktiengesellschaft (S.A.) sowie ein Unternehmensbereich der Plansee Group mit Sitz in Mamer, Luxemburg. Sie stellt pulvermetallurgische Sinterteile für Zerspanungswerkzeuge, Hartmetallstäbe für die Präzisionswerkzeugindustrie, Hartmetalle für den Verschleißschutz sowie für die Holz- und Gesteinsbearbeitung her. Das Unternehmen ist der viertgrößte Hartmetallhersteller weltweit und Weltmarktführer auf dem Gebiet der Industrieanwendungen Verschleiß, Holz- und Gesteinsbearbeitung.

## Geschichte
Die Ceratizit S.A. entstand 2002 durch die Fusion der Unternehmen Plansee Tizit und Cerametal. 1949 hatte bereits die erste Kooperation zwischen Cerametal und der damaligen Metallwerk Plansee GmbH erfolgt.

### Plansee Tizit
Die Plansee Tizit wurde 1921 von Paul Schwarzkopf in Österreich erstmals als Metallwerk Plansee GmbH gegründet. Sein Sohn Walter Schwarzkopf führte das Unternehmen anschließend weiter. Nach dessen Tod 1978 übernahm seine Witwe, Hilde Schwarzkopf, die Geschäftsleitung. Von 1996 bis 2007 hatte deren Sohn Michael Schwarzkopf die Führung inne.
1996 wurde die Instrument AG in Bulgarien in die Plansee Tizit integriert, gleichzeitig startete die Kooperation mit Siel zur Siel Tizit Ltd. im indischen Kolkata. Im selben Jahr brannte die Fabrik von Plansee nieder, wurde anschließend jedoch wieder vollständig errichtet.

### Cerametal
Cerametal wurde 1931 zuerst als „Luuchtefabrik“ in Bereldingen, Luxemburg, von Nicolas Lanners gegründet. Dort entstanden erst Wolframfäden für die Glühbirnenproduktion. 1949 wurde diese dann zu „Cerametal“. Paul Schwarzkopf, Nicolas Lanners und der Ingenieur Guillaume Kroll gehörten zu den Aktionären. 1962 verkauften Schwarzkopf und Kroll ihre Unternehmensanteile jedoch wieder.
1971 wurde der Firmenstandort nach Mamer, Luxemburg verlegt. 1978 erfolgte der Produktionsstart von Cerametal in den USA. Im Folgejahr wurden erstmals Keramikteile hergestellt. 1998 expandierte das Unternehmen nach China.

### Fusion zu Ceratizit und Übernahmen
Nach der Fusion von Cerametal und der Plansee Tizit zur Ceratizit S.A. im Jahre 2002 eröffnete das Unternehmen 2003 Verkaufsbüros in Brasilien, Polen, Ungarn und Tschechien. 2007 kamen neue Verwaltungsgebäude in Mamer und Reutte, die Tooling Academy (ein Prüf- und Schulungszentrum in Reutte), sowie Verkaufs- und Vertriebsbüros in der Volksrepublik China, Mexiko und Spanien dazu. 2007 übernahm Ceratizit das in Latrobe (Pennsylvania) ansässige Privatunternehmen Newcomer Products, Inc., 2008 folgte die Akquisition des amerikanischen Unternehmens Global Tungsten & Powders (GTP) durch die Plansee Group. Im Jahr 2010 bündelten Ceratizit und CB Carbide ihre asiatischen Aktivitäten im Joint-Venture CB Ceratizit, an dem Ceratizit und die Gesellschafter von CB Carbide zu je 50 % beteiligt sind. 2011 folgte die Eröffnung einer zweiten Tooling Academy in Tianjin, China.
Im Zuge des Expansionskurses übernahm Ceratizit 2012 50 % am Vollhartmetall-Werkzeughersteller Günther Wirth, um die Wertschöpfungskette bei Rundwerkzeugen zu vervollständigen. Die Expansion in den USA trieb Ceratizit 2014 mit der Übernahme von 80 % der Anteile am Vollhartmetall-Werkzeughersteller Promax Tools mit Sitz in Rancho Cordova (Kalifornien) voran. 2015 folgten die Übernahme des Vollhartmetall-Werkzeugherstellers Klenk aus Balzheim und von 67 % der Anteile an Cobra Carbide India.
2016 übernahm Ceratizit Becker Diamantwerkzeuge aus Puchheim/München und 2017 den Spezialisten für Mikrowerkzeuge Best Carbide Cutting Tools aus Los Angeles. Am 13. Oktober 2017 verkündete die Ceratizit Group die Übernahme der Komet Group. Ebenfalls zu den Marken von Ceratizit gehören WNT und Klenk.
Im Jahr 2019 übernahm Ceratizit 50 % der Anteile des deutschen Altmetallaufbereiters Stadler Metalle. Zum 1. März 2022 übernahm das Unternehmen schließlich die übrigen 50 % und ist somit alleiniger Eigentümer von Stadler Metalle.
Im März 2021 wurde die Plansee Group, die zuvor bereits 50 % der Anteile an Ceratizit gehalten hatte, zum Mehrheitseigentümer. 2022 übernahm Plansee schließlich die restlichen Anteile an Ceratizit und ist seither alleiniger Eigentümer.

## Unternehmensstruktur

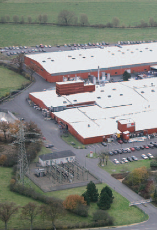
Hauptsitz der Ceratizit S.A. in Mamer, Luxemburg

Hauptsitz der Ceratizit Group ist Mamer, Luxemburg. Im Jahr 2019 machte die Gruppe einen Umsatz von 1,2 Mrd. Euro und beschäftigte 2020 weltweit 7200 Mitarbeiter. Alleineigentümer der Ceratizit Group ist die Plansee Group, die 2021/2022 einen Umsatz von 2,02 Mrd. Euro machte.
Die Ceratizit S.A. betreibt 30 Produktionsstandorte in Europa, Nord- und Mittelamerika und Asien und unterhält Vertriebsbüros in 42 Ländern. Das Unternehmen hält weltweit über 1000 Patente und stellte 2010 über 10 Milliarden Sinterteile her. Jährlich investiert das Unternehmen knapp 10 % seines Umsatzes in die Entwicklung neuer Produkte und Technologien.
Ceratizit ist außerdem 100 % Eigentümer des Radsport Teams Ceratizit-WNT Pro Cycling.

## Produkte und Dienstleistungen

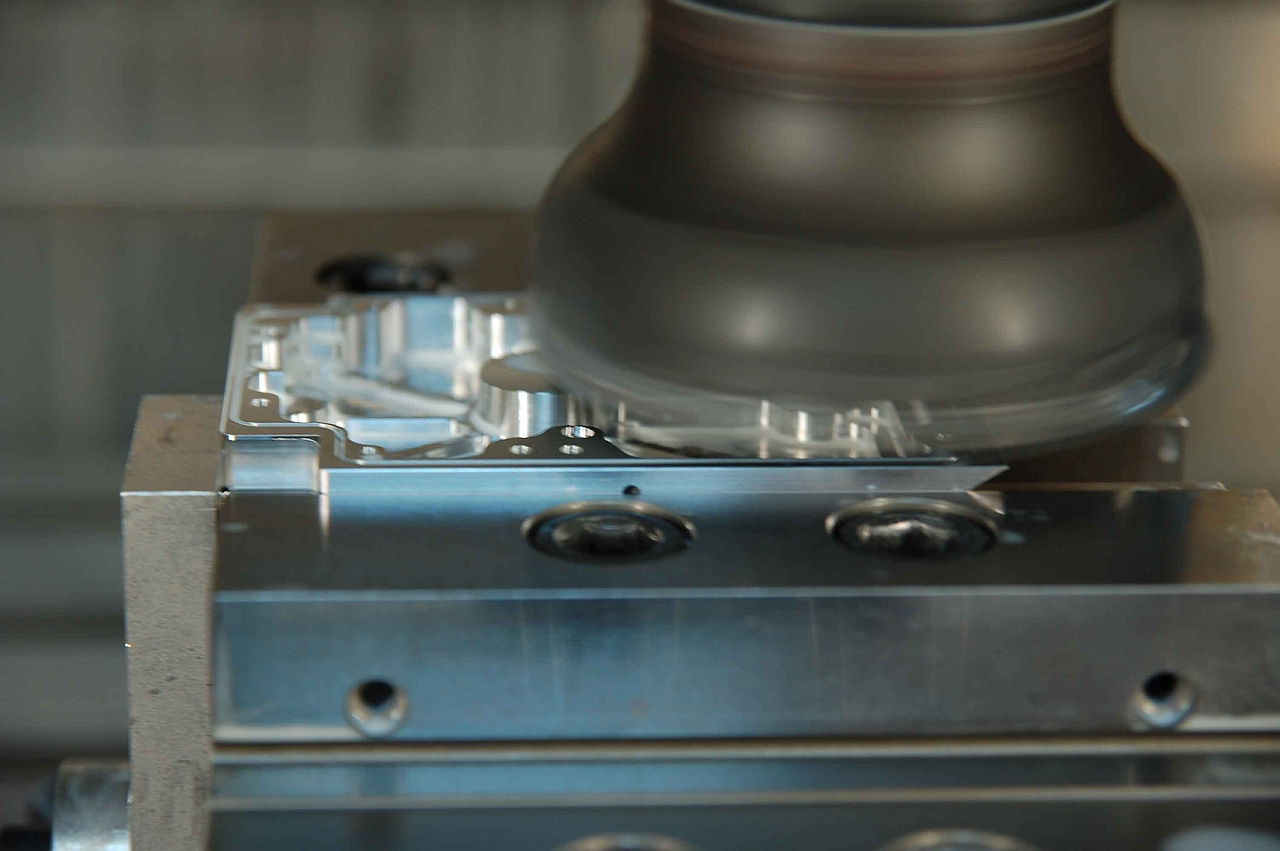
Ein Ceratizit-Fräser der Reihe MaxiMill 270 bei der Aluminiumzerspanung.

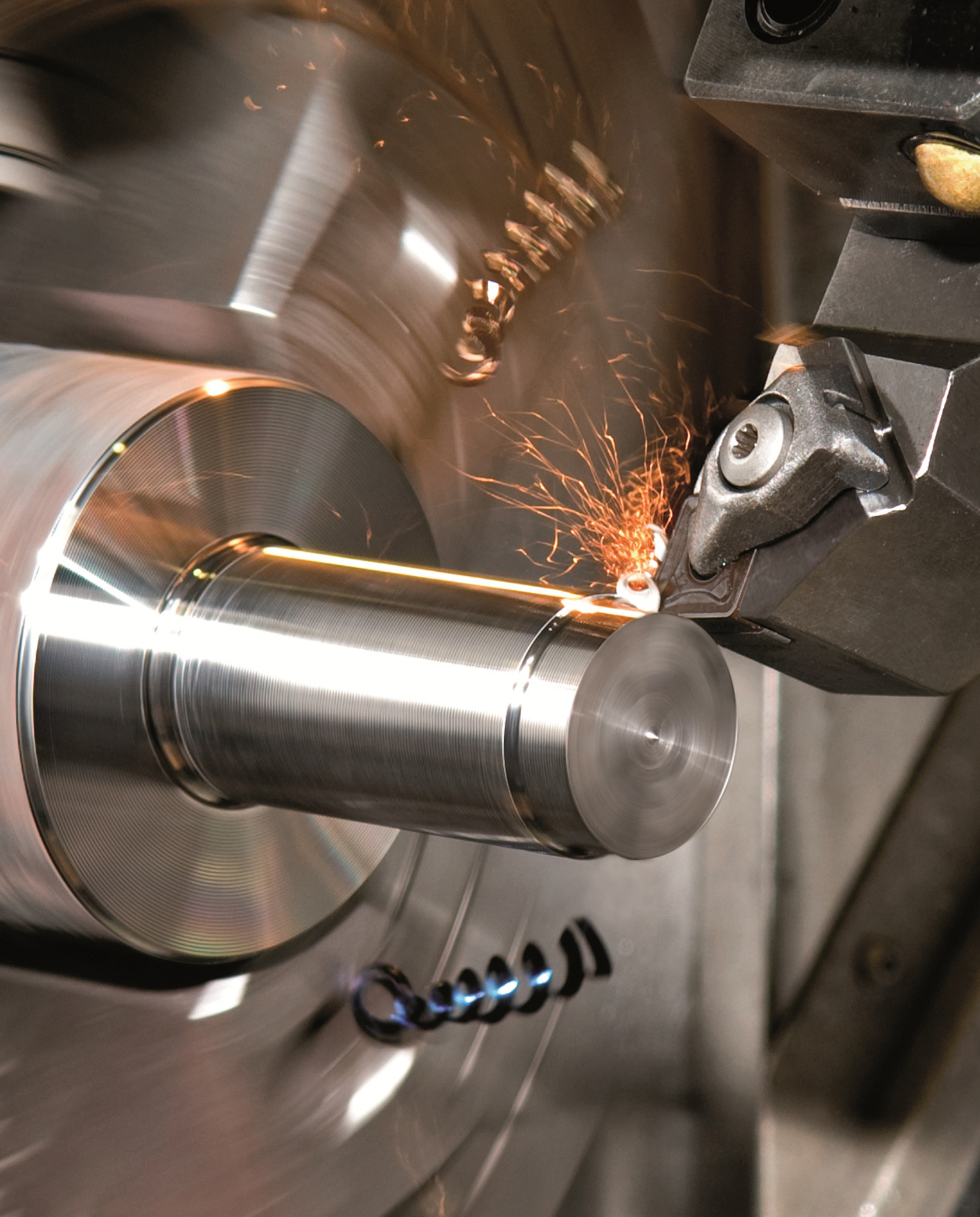
Einsatz einer Wendeschneidplatte von CERATIZIT bei der Stahldrehzerspanung

Ceratizit ist spezialisiert auf die Herstellung von Hartmetall-Sinterteilen für den industriellen Verschleißschutz sowie Werkzeuglösungen für die Zerspanung.

### Produkte und Werkzeuge für den Bereich Zerspanung
- Bohrwerkzeuge
- Fräswerkzeuge
- Gewindeschneidewerkzeuge
- Drehwerkzeuge
- Stechwerkzeuge
- Multifunktionswerkzeuge
- Werkstückspannung
- Aussteuerwerkzeuge
- Individuelle Sonderwerkzeuge

Zerspanungslösungen von Ceratizit kommen bei der Radsatz-, Lager-, Turbinen- und Walzenbearbeitung zum Einsatz. Wichtige Branchen sind die Automobilindustrie, Luft- und Raumfahrt, Werkzeughersteller und die Petroindustrie. Hier werden Hartmetallteile von Ceratizit bei der Bearbeitung von Muffen und Rohren für die Öl- und Erdgasförderung eingesetzt.
Produkte für den Verschleißschutz, die an Werkzeughersteller, Händler oder Endverbraucher verkauft werden, werden unter der Marke Hard Material Solutions zusammengefasst.

### Produkte für die Bauindustrie
- Holz- und Metallsägezähne für Kreissägen, Bandsägen und DIY-Sägen
- Wendemesser für die Holzbearbeitung
- Bohrerplatten für Stein und Mauerwerk

### Metallverarbeitende Industrie
- Walzen für die Stahlkaschierung und Rohrherstellung
- Ziehwerkzeuge für die Drahtherstellung
- Werkzeuge für die Kaltumformung
- Rotierende Schmiedehämmer und -dorne

### Produkte für die materialverarbeitende Industrie
- Düsen für das Wasserstrahlschneiden
- Erodierblöcke für Stanzwerkzeuge
- Wälzfräser und Messer für die Zahnradherstellung
- Düsen für das Sprühen
- Messer für das Ultraschallschneiden

### Produkte für die Öl-, Gas- und Bergbauindustrie
- Ventilkomponenten
- Rotary Steerable Systems (RSS)
- Bohrkomponenten für Tricone, HPGR und DTH-Hämmer

### Produkte für die allgemeine Maschinenbauindustrie
- Schmuckerzeugnisse
- Komponenten für die Schlossindustrie
- Teile für die Glasverarbeitung
- Kunststoff-Spritzgussdüsen

### Verschiedene Komponenten für die Lebensmittel-, Medizin-, Automobil- und Verteidigungsindustrie
Dazu gehören beispielsweise Hartmetallsorten, die zertifiziert sind für den Kontakt mit Lebensmitteln, spezialisierte Werkzeuge für Bereiche wie E-Motoren sowie Verteidigung, und Komponenten für die Prothetik und Orthopädische Bauteile.

### Recycling
Als Dienstleistung bietet Ceratizit außerdem das Recycling von Altmetall an. Hierbei kauft die Unternehmensgruppe Hartmetall auf Grundlage des aktuellen Marktpreises zurück und stellt ebenso die Sammelbehälter sowie Transport bereit.

## Auszeichnungen (Auszug)
- 2006: Preis für die beste pulvermetallurgische Entwicklung von der European Powder Metallurgy Association (EPMA)[34]
- 2015: Polnische Auszeichnung „Gold Medal Award“ für die Bandsäge „Armoth Professional CTE“[35]
- 2018: Auszeichnung „Preferred Supplier“ im Bereich Werkzeuge von der Robert Bosch GmbH[36]
- 2019: 2. Platz beim Intec Award für „Free Turn Tools“[37]
- 2020: Best of Industry Award des Fachmagazins MM MaschinenMarkt[38]
- 2020: Innovationspreis in der Kategorie „Prozess“ des Industrieverbandes FEDIL[39]
- 2022: Auszeichnung „Preferred Supplier“ im Bereich Werkzeuge von der Robert Bosch GmbH[40]
- 2022: MM Award zur AMB 2022 für den SilverLine Fräser in der Kategorie Präzisionswerkzeuge[41]
- 2022: Best Brand Award in der Metallzerspanung von The Economic Times[42]